# Reginald Maudling
Reginald Maudling (7 de marzo de 1917 - 14 de febrero de 1979) fue un político británico conocido por su inteligencia, su pragmatismo político y por su actitud despreocupada que le hizo ganarse una reputación de holgazán.
Tras ayudar a reconstruir el Partido Conservador tras su derrota en las elecciones de 1945, fue elegido Miembro del Parlamento por la circunscripción de Barnet. Sirvió como Ministro de Hacienda (Chancellor of the Exchequer) entre 1962 y 1964. Tras la victoria de Edward Heath, colaboró en su gabinete como Ministro de Interior, puesto desde el cual tuvo que gestionar la fase más virulenta del conflicto de Irlanda del Norte. Cuando declaró en el Parlamento británico que los 14 manifestantes muertos en Derry por disparos del ejército el Domingo Sangriento de 1972, lo fueron para defenderse los soldados, la diputada Bernadette Devlin, presente en la manifestación, le dio una sonora bofetada llamándole mentiroso y afirmando que los manifestantes iban desarmados y que fueron tiroteados por la espalda. 
El resto de su carrera política estuvo marcada por los escándalos financieros. La relación de Maudling con el arquitecto John Poulson, acusado de corrupción, soborno y fraude fiscal, precipitó su caída, y presentó su dimisión como Ministro de Interior en julio de 1972. 
Su extravagante estilo de vida, junto con su alcoholismo, minaron su salud hasta su muerte por cirrosis a la edad de 61 años.
- Datos: Q333275